# Chentkaoes II

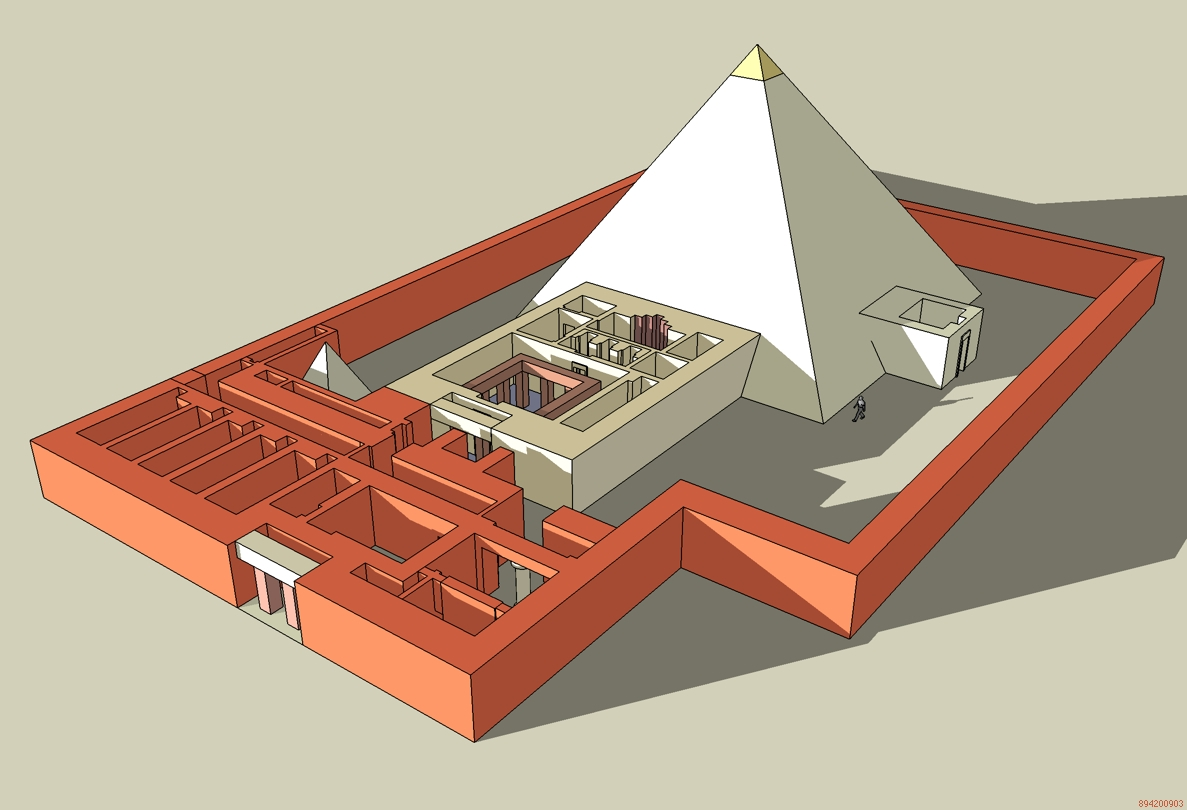
De piramide van Chentkaoes II

Chentkaoes II was een priesteres-koningin van de 5e dynastie van Egypte. Zij regeerde aan de zijde van koning (farao) Neferirkare ca. 2483 - 2463 v.Chr. gedurende het Oude Rijk. Haar kinderen waren Neferefre en Nioeserre Ini.
Er zijn aanwijzingen dat zij als alleenstaand farao regeerde of als regentes optrad voor haar zonen, na de dood van haar echtgenoot. Op basis van haar titel als 'Dubbele koningin-moeder van een dubbele koning' (Mwt-nsw-biti mwt-nsw-biti), die ook vertaald wordt als "Moeder van de koning van Boven- en Beneden-Egypte en koningin van Boven- en Beneden-Egypte", en gezien de omvang van haar piramide, komen bepaalde Egyptologen tot deze conclusie.
Interessant is het feit dat de titel ook door Chentkaoes I werd gedragen, en van haar wordt eveneens aangenomen dat zij een zekere periode zelfstandig het bewind over het Oude Egypte voerde. Men heeft dan ook enige tijd aangenomen dat beide koninginnen één en dezelfde zouden zijn geweest.
Chentkaoes II was hoe dan ook een machtige koningin, wier grafpiramide het gezag van een volwaardig farao uitstraalde.
De vorige Egyptische koningin was mogelijk Repitnub. Opvolgster van Chentkaoes II als koningin was waarschijnlijk Nebet.

## Grafpiramide
Chentkaoes II liet in de necropool van Abusir haar piramide al bouwen, toen haar titel nog die van koninklijke vrouwe (hmt nswt) was. De bouw werd tijdelijk stilgelegd, waarschijnlijk toen haar gemaal overleed, maar werd later hervat tijdens de bewindsperiode op naam van haar zoon. Haar titel was toen die van koninklijke moeder (mwt nswt) geworden. Deze grafpiramide heeft een basis van 25 m² en was oorspronkelijk 17 m hoog.
Chentkaoes wordt getoond op een blok met haar gemaal Neferirkare en een zoon genaamd Ranefer (B). Op een krijtsteenfragment dat in de piramide werd gevonden staat Koninklijke dochter Reputnebti, die gevolgd wordt door een koninklijke zoon Chentikauhor. Uit de context maken sommigen op dat Reputnebti een dochter van Niuserre was en dus een kleindochter van Chentkaoes. Er wordt verder nog een Koninklijke zoon Irenre Junior (nedjes) vermeld.

## Titels
Van Chentkaoes II zijn de koninginnentitels bekend:
- Dubbele koningin-moeder van een dubbele koning (Mwt-nsw-biti mwt-nsw-biti): Deze titel draagt zij samen met Chentkaoes I. De juiste betekenis van deze titel is nog niet duidelijk.
- Weret-hetes (wrt-hetes)
- Zij die Horus en Seth ziet (m33t-hrw-stsh)
- Groot van lofprijzingen (wrt-hzwt)
- Koninklijke vrouwe (hmt-nisw)
- Koninklijke vrouwe, zijn geliefde (hmt-nisw meryt.f)
- Priesteres van Bapef (hmt-ntr-b3-pf)
- Leidster van de slagers in het acacia huis (khrpt-sshmtiw-shndt)
- Aan de zijde van Horus (kht-hrw)
- Godsdochter (s3t-ntr)
- Gade van Horus (smrt-hrw)
- De Koninklijke moeder Chentkaoes wordt genoemd in de Abusir Papyri.[6]